# Élections sénatoriales de 2020 dans l'Aveyron
Les élections sénatoriales dans l'Aveyron ont lieu le dimanche 27 septembre 2020. Elles ont pour but d'élire les sénateurs représentant le département au Sénat pour un mandat de six années.

## Contexte départemental
Lors des élections sénatoriales de 2014 dans l'Aveyron, deux sénateurs ont été élus : Jean-Claude Luche et Alain Marc.
Depuis, tous les effectifs du collège électoral des grands électeurs ont été renouvelés, avec les élections départementales de 2015, les élections régionales de 2015, les élections législatives de 2017 et les élections municipales de 2020.

## Sénateurs sortants
| Sénateur                                                | Sénateur          | Parti | Fonctions lors de l'élection en 2014 |
| ------------------------------------------------------- | ----------------- | ----- | ------------------------------------ |
|                                                         | Jean-Claude Luche | UDI   | Président du conseil général         |
|                                                         | Alain Marc        | MR    | Député, conseiller général           |
| En italique : sénateurs ne se représentant pas en 2020. |                   |       |                                      |

## Présentation des candidats et des suppléants
Les nouveaux représentants sont élus pour une législature de 6 ans au suffrage universel indirect par les grands électeurs du département. En Aveyron, les deux sénateurs sont élus au scrutin majoritaire à deux tours.
| No   | Candidats | Candidats               | Parti | Principales fonctions                                                       |
| ---- | --------- | ----------------------- | ----- | --------------------------------------------------------------------------- |
|      |           |                         |       |                                                                             |
| T 1  |           | Jean-Louis Denoit       | PS    | Maire de Viviez                                                             |
| S 1  |           | Corrine Compan          | PCF   | Conseillère départementale, adjointe au maire de Millau                     |
|      |           |                         |       |                                                                             |
| T 2  |           | Pierre Pantanella       | PS    | Maire de Saint-Rome-de-Cernon                                               |
| S 2  |           | Isabelle Courtial       | G.s   | Conseillère municipale d'Onet-le-Château                                    |
|      |           |                         |       |                                                                             |
| T 3  |           | Claudine Bonhomme       | EÉLV  |                                                                             |
| S 3  |           | Jean-Pierre Baldit      | EÉLV  | Conseiller municipal d'Aubin                                                |
|      |           |                         |       |                                                                             |
| T 4  |           | Jérôme Czaplicki        | EÉLV  |                                                                             |
| S 4  |           | Marie-Claude Carlin     | EÉLV  |                                                                             |
|      |           |                         |       |                                                                             |
| T 5  |           | Jean-Luc Calmels        | DVG   | Conseiller municipal de Conques-en-Rouergue                                 |
| S 5  |           | Aline Martin            | DVG   |                                                                             |
|      |           |                         |       |                                                                             |
| T 6  |           | Florence Cayla,         | LREM  | Maire de Sébazac-Concourès                                                  |
| S 6  |           | Vivian Couderc          | LREM  | Maire de Rieupeyroux                                                        |
|      |           |                         |       |                                                                             |
| T 7  |           | Patrice Panis,          | LREM  | Maire de Lédergues                                                          |
| S 7  |           | Alix Janodet            | LREM  | Adjointe au maire de Villefranche-de-Rouergue                               |
|      |           |                         |       |                                                                             |
| T 8  |           | Alain Marc              | MR    | Sénateur sortant, conseiller départemental, conseiller municipal d'Ayssènes |
| S 8  |           | Dominique Gombert       | MR    | Conseillère départementale, adjointe au maire de Luc-la-Primaube            |
|      |           |                         |       |                                                                             |
| T 9  |           | Jean-Claude Anglars     | LR    | Conseiller départementale, maire de Sébrazac                                |
| S 9  |           | Monique Aliès           | LR    | Maire de Belmont-sur-Rance                                                  |
|      |           |                         |       |                                                                             |
| T 10 |           | Bruno Leleu             | RN    |                                                                             |
| S 10 |           | Marie-Christine Parolin | RN    | Conseillère régionale                                                       |

## Résultats
| Candidats                | Candidats                | Parti                    | Nuance                   | Premier tour | Premier tour |
| Candidats                | Candidats                | Parti                    | Nuance                   | Voix         | %            |
| ------------------------ | ------------------------ | ------------------------ | ------------------------ | ------------ | ------------ |
|                          | Alain Marc               | MR                       | DVD                      | 522          | 60,91        |
|                          | Jean-Claude Anglars      | LR                       | DVD                      | 471          | 54,95        |
|                          | Florence Cayla           | LREM                     | DVC                      | 160          | 18,66        |
|                          | Jean-Louis Denoit        | PS                       | SOC                      | 133          | 15,51        |
|                          | Patrice Panis            | LREM                     | DVC                      | 131          | 15,28        |
|                          | Pierre Pantanella        | PS                       | SOC                      | 115          | 13,41        |
|                          | Claudine Bonhomme        | EÉLV                     | VEC                      | 53           | 6,18         |
|                          | Jérôme Czaplicki         | EÉLV                     | VEC                      | 50           | 5,83         |
|                          | Jean-Luc Calmels         | SE                       | DVG                      | 19           | 2,21         |
|                          | Bruno Leleu              | RN                       | RN                       | 8            | 0,93         |
|                          |                          |                          |                          |              |              |
| Votes valides            | Votes valides            | Votes valides            | Votes valides            | 857          | 96,30        |
| Votes blancs             | Votes blancs             | Votes blancs             | Votes blancs             | 2            | 0,22         |
| Votes nuls               | Votes nuls               | Votes nuls               | Votes nuls               | 31           | 3,48         |
| Total                    | Total                    | Total                    | Total                    | 890          | 100          |
| Abstention               | Abstention               | Abstention               | Abstention               | 10           | 1,11         |
| Inscrits / participation | Inscrits / participation | Inscrits / participation | Inscrits / participation | 900          | 98,89        |